# Супермен
Суперме́н (англ. Superman; «сверхчеловек») — супергерой комиксов, которые выпускаются компанией DC Comics. Он считается иконой американской культуры. Придуманный писателем Джерри Сигелом и художником Джо Шустером и проданный компании Detective Comics (позднее DC Comics) персонаж впервые появился на страницах Action Comics № 1 (июнь 1938 г.), а впоследствии появлялся в различных радиопередачах, телевизионных программах, фильмах, на газетных полосах и в видеоиграх. Своим успехом Супермен помог создать жанр супергероя и занял первенство среди американских комиксов. Персонаж обладает яркой внешностью: красный, синий и жёлтый цвета костюма, в комплекте с плащом и эмблемой в виде треугольного щита с буквой S» в центре. В настоящее время эта эмблема используется в различных медиаотраслях как символ персонажа.
Оригинальная история рассказывает, что Супермен появился на свет на планете Криптон и при рождении получил имя Кал-Эл (англ. Kal-El). Ещё младенцем он был отправлен на Землю своим отцом-учёным Джор-Элом за несколько минут до уничтожения Криптона. Его нашла и приютила семья канзасского фермера. Земные родители дали ребёнку имя Кларк Кент (англ. Clark Kent). Ещё в раннем возрасте у мальчика проявились сверхчеловеческие способности, которые он решил применять на благо человечеству.
Влияние Супермена на культуру США и остального мира изучают учёные и критики. Умберто Эко обсуждал мифические способности персонажа, а Ларри Нивен изучал последствия его сексуальных отношений с Лоис Лейн. Использование персонажа часто было предметом спора, Сигел и Шустер дважды подавали иск для возвращения им персонажа.

## История публикаций

### Создание и концепция
Джерри Сигел и Джо Шустер изначально создали лысого злодея-телепата, стремящегося к господству над миром, описанного в короткой истории The Reign of the Superman, опубликованной в Science Fiction № 3, фэнзине Сигела, выпущенного в 1933 году. Сигел посмотрел на персонажа по-новому, как героя, не похожего ни единой чертой на своего предшественника; Шустер перерисовал персонажа, взяв за основу Дугласа Фэрбенкса, а его альтер эго, Кларка Кента, создал, основываясь на комбинации себя самого и Гарольда Ллойда. Имя же было образовано слиянием имён двух звёзд кино — Кларка Гейбла и Кента Тейлора. Лоис Лейн была смоделирована с Джоанн Картер, позже ставшей женой Сигела. На оригинальную работу повлияли такие серии комиксов, как Лил Абнер и Дик Трейси. Сигел и Шустер затем начали поиск издателя, продолжавшийся шесть лет. Назвав работу The Superman, Сигел и Шустер предложили её Consolidated Book Publishing, и издательство опубликовало чёрно-белый 48-страничный комикс, названный Detective Dan: Secret Operative No. 48. Хотя дуэт получил вдохновляющее письмо, Consolidated никогда более не публиковало комиксов. Шустер принял это близко к сердцу и сжёг комикс полностью, сохранилась только обложка, спасённая Сигелом из огня. Оба, Сигел и Шустер, сравнивали этого персонажа со Слэмом Брэдли, искателем приключений, которого дуэт создал для Detective Comics № 1 (март 1937).
Сигел, чувствуя, что Супермен не достигнет прогресса с Шустером, связался с художниками Тони Строблом, Мэлом Граффом и Расселом Китоном, как с потенциальными коллегами. Работа, предоставленная Китоном, была основана на представлении Сигела о том, как должна развиваться концепция. Супермен в ней послан назад во времени в возрасте ребёнка последним человеком на Земле и был найден и выращен Сэмом и Молли Кентами. Однако Китон не был заинтересован в сотрудничестве, и вскоре Сигел и Шустер снова работали вместе над персонажем.
Дуэт ещё раз изменил персонажа, ставшего более похожим на героя мифов, основанного на таких персонажах, как Самсон и Геркулес, который будет исправлять мир во времена Сигела и Шустера и сражаться за справедливость. На этой стадии был разработан костюм, о создании которого Сигел позже рассказал так: «что-то вроде костюма, и пусть у него будет большая S на груди, и плащ, сделаем его настолько красочным и настолько выделяющимся, насколько мы можем». Дизайн основан частично на костюмах, которые носили персонажи в космосе, истории о которых публиковались в Pulp-журналах, и на комиксах вроде Флэша Гордона, а также частично на традиционных костюмах цирковых силачей, состоящих из трусов, надетых поверх облегающего костюма. Однако плащ серьёзно отличал костюм от традиций Викторианской эпохи. Гэри Энгл описал его как «не имеющий прецедентов в популярной культуре» в Superman at Fifty: The Persistence of Legend. Трусы поверх штанов, взятые из цирковых традиций, вскоре стали основой для костюмов многих последующих супергероев. Эта третья версия персонажа была наделена экстраординарными способностями, но на этот раз физического свойства вместо психических способностей злодейского Супермена, первого прототипа.
Имена в серии, как эпизодические, так и главных героев, были основаны на именах, взятых из фильмов. Шустер в 1983 году рассказывал: «Джерри создал все имена. Мы были большими фанатами кино и были вдохновлены многими актёрами и актрисами, которых мы видели. Кларк Кент получился комбинацией имён Кларка Гейбла и Кента Тейлора. А Метрополис, город, в котором действовал Супермен, пришёл из фильма Фритца Ланга „Метрополис“ (1927 год), который мы оба очень любили».
Хотя они оба уже продавали материал издателям комиксов, наиболее известным был National Allied Publishing Малькольма Вилера-Николсона, дуэт решил изобразить персонажа в формате стрипа, а не в более объёмном формате, популярном в то время. Они предложили эту идею Максу Гейнсу, отказавшемуся, и United Feature Syndicate, которые сначала заинтересовались, но после ответили отказом в письме, датированном 18 февраля 1937 года. Многими годами позже историк Лес Дениелс описал следующие события, как «невероятно извилистый поворот событий», когда Макс Гейнс стал позиционировать стрип, как ведущий формат в новой публикации Вилера-Николсона, Action Comics. Вин Салливан, редактор нового издания, написал дуэту предложение перекроить их стрип, чтобы удовлетворить формату комикса, то есть «восемь панелей на страницу». Однако Сигел и Шустер проигнорировали это, превратив свой опыт и идеи, чтобы создать макеты страниц, и Сигел также идентифицировал изображение для обложки Action Comics № 1 (июнь 1938), в котором состоялось первое появление Супермена. В феврале 2010 года оригинальный выпуск Action Comics #1 был продан на аукционе за 1 000 000 долларов.
Возможно, на создание персонажа Супермена Сигела подвигла смерть отца. Митчелл Сигел был иммигрантом, владевшим магазином одежды в восточной части Кливленда. Он погиб во время попытки ограбления в 1932 году, перед созданием Супермена. Хотя Сигел никогда не упоминал смерть своего отца в интервью, оба — и Джерард Джонс и Брэд Мельтзер считают, что это повлияло на него. «Это обязано было повлиять», сказал Джонс. «Есть здесь связь: потеря отца как причина появления Супермена». Мельтзер заявлял: «Твой отец гибнет во время ограбления, и ты придумываешь пуленепробиваемого человека, ставшего величайшим героем в мире. Извините, но здесь есть история».

### Публикация
Первое появление Супермена состоялось в Action Comics #1, выпущенном 18 апреля 1938 года (на обложке значится дата — июнь 1938). В 1939 году серия комиксов Superman была запущена. Первый выпуск перепечатал большинство приключений, опубликованных в Action Comics; тем не менее, комикс очень хорошо продавался. В 1939 году увидела свет и публикация New York World’s Fair Comics, который летом 1942 года стал просто World’s Finest Comics. С выпуском No.7 серии All Star Comics Супермен сделал несколько первых, редких появлений, воспользовавшись такой возможностью, чтобы установить почётное членство в Обществе Справедливости Америки.
Изначально Джерри Сигел и Джо Шустер делали и сюжет и рисунок для всех выпусков серии. Однако зрение Шустера стало ухудшаться, а с увеличением появлений персонажа работа увеличивалась. Это привело к тому, что Шустер создал студию для помощи в иллюстрации, хотя настоял на том, что он будет рисовать лицо каждого Супермена. Вне студии Джек Бёрнли начал рисовать обложки и истории в 1940 году, а в 1941 художник Фред Рэй начал работать с потоком обложек с Суперменом, некоторые из которых, вроде Superman No. 14 (февраль 1942), стали символичными и были много раз воспроизведены. Уэйн Борин, изначально наняты студией Шустера, начал работать непосредственно с DC в 1942 году, рисуя как для серии Superman, так и для Action Comics. Эл Пластино был нанят, чтобы копировать Уэйна Борина, но позже выработал собственный стиль и стал одним из художников, работающих над Суперменом в периоды Золотого и Серебряного веков комиксов.
В 1943 году Джерри Сигел был призван в армию, и в результате его влияние на серию прекратилось. Дон Кэмерон и Альвин Швартц присоединились к команде, Шварц объединился с Уэйном, чтобы работать над серией Superman, которую Шустер и Сигел запустили в 1939 году.
В 1945 году в More Fun Comics #101 впервые появился Супербой. Персонаж затем был перемещён в Adventure Comics в 1946 году, а в 1949 году получил свою собственную серию. В 1950-х годах увидели свет комиксы Superman’s Pal Jimmy Olsen (1954) и Superman’s Girl Friend, Lois Lane (1958). К 1974 году эти серии были объединены в одну, The Superman Family, хотя все серии были закрыты в 1982 году. DC Comics Presents была серия, публикующая с 1978 по 1986 объединения Супермена со многими другими персонажами вселенной DC.
В 1986 году было принято решение реструктурировать вселенную, населённую Суперменом и другими персонажами DC в мини-серии Crisis on Infinite Earths, итог которого подвёл комикс «Whatever Happened to the Man of Tomorrow», двухсерийная история написанная Аланом Муром, с иллюстрациями Курта Суона, Джорджа Переса и Курта Шафенбергера. История была выпущена в Superman #423 и в Action Comics #583 и представлена Лесом Дениэлсом, как «чувство потери, которое почувствовали бы фанаты, если бы это была действительно последняя повесть о Супермене».
Супермен был перезапущен писателем и художником Джоном Бирном, сначала в ограниченной серии The Man of Steel (1986). Год 1986 также увидел отмену World’s Finest Comics, а серию Superman переименовали в Adventures of Superman. Второй том серии Superman был запущен в 1987 году и был отменён лишь в 2006 году. После отмены, Adventures of Superman снова был назван Superman. Серия комиксов Superman: The Man of Steel была запущена в 1991 году и шла вплоть до 2003 года, в то время, как Superman: The Man of Tomorrow шёл с 1995 года по 1999. В 2003 году была запущена серия Superman/Batman, закончившаяся в 2011 году с ограниченной серией Superman: Birthright, с серией All-Star Superman, запущенной в 2005 году и Superman Confidential в 2006 (серия была отменена в 2008). Супермен также появился в ряде мультсериалов, основанных на комиксах: Superman Adventures (1996—2002), Justice League Adventures, Justice League Unlimited (отменён в 2008) и The Legion of Super-Heroes In The 31st Century (отменён в 2008).
В 2011 году DC Comics перезапустило серию Супермена, вместе с другими сериями (после событий Flashpoint). Серии Superman и Action Comics были отменены и перезапущены с первого выпуска. Костюм Супермена был переработан, чтобы выглядеть более похожим на броню, и красные трусы поверх трико были убраны.
В августе 2012 года, в Justice League #12 между Суперменом и Чудо-женщиной появились отношения, которые, согласно Джеффу Джонсу, начальник креативного отдела, будут новым статусом кво.
Текущими постоянными сериям, в которых появляется Супермен, являются Superman, Action Comics и Justice League. Персонаж часто также появляется гостем в других сериях и является основной фигурой во всех кроссоверах.

### Влияние
На ранние истории о Супермене оказывала влияние разразившаяся тогда Великая депрессия. Левосторонние взгляды создателей Шустера и Сигела отражались в них. Супермен взял на себя роль социального активиста, борющегося с нечестными бизнесменами и политиками, а также со сносом старых зданий. Роджер Сабин видел в этом отражение либерального идеализма «Нового курса» Франклина Рузвельта, ведь изначально Шустер и Сигел изображали Супермена, как борющегося за разные социальные классы. В более поздних радиопередачах Супермен продолжил в том же духе, разобравшись с вариацией ККК в передаче 1946 года. Считается также, что статус Сигела и Шустера — детей евреев-иммигрантов — также повлиял на их работу. Тимоти Аарон Певи утверждал, что они создали «персонажа-иммигранта, желавшего соответствовать американской культуре, как американец», что, по мнению Певи, является весьма важным аспектом американской личности.
Сигел отметил, что мифические герои многих культур повлияли на персонажа, включая Геркулеса и Самсона. Скотт Букатмен увидел в персонаже «успешного преемника Линдберга…(и) также… как Бейб Рут», а также представитель преданности США «прогрессу и новшествам» за счёт «неуязвимого тела… на котором не может быть написана история». Поскольку Сигел и Шустер были фанатами научной фантастики формата pulp, считается, что повесть 1930 года Gladiator Филиппа Уайли, в которой протагонист, Хьюго Деннер, обладает схожими с Суперменом способностями, значительно повлияла на Супермена, хотя не существует подтверждения этому факту.
Создатель и историк комиксов Джим Стеранко привёл pulp-героя Дока Саваджа в качестве другого возможного источника вдохновения, отметив сходство между исходными рисунками Шустера и того же времени рекламой Дока Саваджа: «Изначально Супермен был вариацией тяжеловеса Дока Саваджа». Стеранко заметил, что pulp-журналы играли весьма большую роль в формировании изначального концепта: «концепт Супермена Сигела воплотил и объединил три отдельные ясные темы: гостя с другой планеты, сверхчеловеческого существа и двойную личность. Он составил харизму Супермена, используя эти три элемента, и все три в равной степени принесли успех комиксу. Его идеи, конечно, пришли из pulp-журналов о научной фантастике», определив ещё один журнал, повлиявший на авторов, «Истории об Аарне Мунро Джона В. Кэмпбелла, которые повествуют о человеке с Земли, выросшем на Юпитере, и из-за гравитации планеты на Земле он умственно и физически является суперменом».
Поскольку и Сигел и Шустер были оба евреями, некоторые религиозные комментаторы и знатоки поп-культуры, такие, как Рабби Симха Вайнстайн и британский романист Говард Джейкобсон предполагали, что на создание Супермена частично повлиял Моисей и другие еврейские элементы. Не так давно эта интерпретация была одобрена биографом Ларри Тайем. К примеру, криптонианское имя Супермена, «Кал-Эл», напоминает ивр. קל-אל‎, что может быть переведено, как «голос Бога». Суффикс эль, означающий «Бога», также может быть найден в имени ангелов (Гавриэль, Ариэль) — летающих гуманоидов, агентов Бога со сверхчеловеческой силой. Тай предположил, что этот «голос Бога» является аллюзией на роль Моисея, как пророка. Более того, родители Кал-Эла отсылают его на корабле к новым, приёмным родителям с чужой культурой, чтобы спасти его от неминуемой погибели, что сделали и родители Моисея. «Криптонианские повествования о рождении и смерти позаимствованы из Книги Бытия».
С другой стороны Супермен видится другими, как аналоги Иисуса, поскольку является спасителем человечества. Более того, фамилия Кент в начале XX века реальной жизни была частой американизацией фамилии «Коэн», а личность Кларка Кента, занудного и неуклюжего, сильно напоминает слово из идиша шлемиель (schlemiel).
Термин же «Übermensch» был изначально придуман Фридрихом Ницше и переведён Бернардом Шоу на английский как Супермен, и было изначально неясно влияние Ницше и его идеалов на Сигела и Шустера. Лес Дениэлс предполагал, что «Сигел подцепил термин от других писателей научной фантастики, часто использовавших его», после отметив, что «его идею помнят сотни миллионов, обычно даже не зная, кто такой Ницше». Другие утверждают, что Сигел и Шустер «не могли не знать идеи, которая бы доминировала в националистическом социализме Гитлера. Идея определённо хорошо обсуждалась». Однако Якобсон и другие указывают, что в целом Супермен и Übermensch — абсолютные противоположности. Ницше видел Übermensch’а как человека, превзошедшего ограничения общества, веры и традиционной морали, однако физиологически оставшегося человеком. Супермен же, хоть и одарён за счёт своей физиологии невероятными силами, чтит моральный кодекс людей и социальные нормы. Ницше видел идеального человека, как находящегося за пределами морали; Сигел и Шустер видели идеального человека устремлённым к высшим стандартам морали.
Наконец, Сигел и Шустер сами обсуждали некоторые вещи, повлиявшие на персонажа. Оба были весьма алчными читателями, и их любовь к научной фантастике помогла им стать друзьями. Сигел приводил истории о Джоне Картере в качестве одного из источников: «Картер был способен прыгать на огромные расстояния, поскольку Марс меньше Земли; и он обладал огромной силой. Я представлял себе планету Криптон, как огромную, намного больше Земли». Оба автора были также алчными коллекционерами комиксов в раннем возрасте, вырезая их из газет, Маленький Немо Уинзора Маккея разжигал их воображение и чувство фантазии. Шустер отметил нескольких художников, сыгравших большую роль в разработке его собственного стиля, отметив также самое значительное влияние: «Алекс Реймонд и Бёрн Хогарт были моими идолами — а также Милт Каниф, Хэл Фостер и Рой Крейн. Но больше всего на наше воображение повлияли фильмы: особенно фильмы Дугласа Фэрбенкса». Его роль Робин Гуда определённо составила долю вдохновения, что Шустер признал на основе позы Супермена в сцене из фильма. Кино также повлияло на рассказы и вид страниц, а город Метрополис был назван в честь одноимённого фильма Фрица Ланга.

### Вопросы авторского права
Частью сделки Сигела и Шустера по поводу публикации Супермена в Action Comics стала продажа прав компании за $130 и контракт на снабжение издательства материалом. The Saturday Evening Post сообщила в 1940 году, что оба автора получали по $75 000 в год, что является лишь частью миллионов, заработанных National Comics Publications на Супермене и одноимённой серии комиксов. Сигел и Шустер пересмотрели свою сделку, но вражда затянулась, и в 1947 году Сигел и Шустер подали в суд с целью обнулить контракт 1938 года и вернуть им свои права на интеллектуальную собственность Супермена. В том же году авторы также подали в суд на National за права на Супербоя, который, согласно заявлению авторов, был обособленно создан, и National издавала его без разрешения. Компания немедленно уволила их и удалила их подписи с комиксов, начав затяжную битву в суде, окончившуюся лишь в 1948 году, когда суд постановил, что контракт 1938 года останется в силе. Однако указом Джастиса Дж. Эддисона-младшего они получили права на Супербоя. Месяц спустя после этого решения две стороны пришли к соглашению. National заплатили Сигелу и Шустеру $94 000 за права на Супербоя. Сигел и Шустер также в письменной форме подтвердили, что Супермен является собственностью компании, и что компания обладает правами на «все другие формы воспроизводства и представления, существуй они ранее или будут созданы когда-либо позже», но DC отказалось вернуть им работу.
В 1973 году Сигел и Шустер снова подали в суд, в надежде вернуть себе права на Супермена, в этот раз обосновывая своё требование на «Закон об авторских правах 1909 года» (англ. Copyright Act of 1909), согласно которому авторские права даются на 28 лет, после чего могут быть обновлены ещё на 28 лет. В суде они заявляли, что дали DC свои авторские права лишь на 28 лет. Однако авторы снова проиграли дело, как в окружном суде в 18 октября 1973 года, так и в апелляционном суде 5 декабря 1974 года.
В 1975 году после новостей о нищенском существовании Сигела и Шустера Warner Communications дала им пожизненную пенсию $20 000 в год и медицинские льготы. Джей Эммит, тогда исполнительный вице-президент Warner Bros., был процитирован The New York Times: «Нет правого обязательства, но я чувствую, что здесь есть моральное обязательство с нашей стороны». Хайди Макдональд в своей статье для Publishers Weekly отметила, что в дополнение к этой пенсии «Warner согласились, что впредь Сигел и Шустер будут упомянуты, как создатели Супермена, во всех комиксах, телешоу и фильмах».
Годом после этого соглашения, в 1976 году, период владения авторскими правами был вновь расширен, в этот раз на ещё 19 лет, всего 75 лет. Однако в этот раз был включён пункт о возможности авторов потребовать свою работу согласно приведённым Сигелом и Шустером в 1973 году аргументам. Новый акт вступил в силу в 1978 году и оставил окно для возврата, основываясь на предыдущем сроке 56 лет. Это значит, что авторские права на Супермена могли быть потребованы назад в период между 1994 и 1999 годом, базируясь на дате первой публикации в 1938 году. Джерри Сигел умер в январе 1996 года, его жена и дочь, заполнили заявление о прекращении владения авторских прав компанией в 1999 году. Хотя Джо Шустер умер в июле 1992 года, никакого заявления не поступило в этот срок от его наследников.
В 1998 году авторские права на Супермена были вновь продлены согласно Закону о продлении срока владения авторских прав Сонни Боно. В этот раз срок был продлён до 95 лет с последующим окном для востребования. В январе 2004 года Марк Пири, племянник и законный наследник Джо Шустера, заполнил заявление о требовании вернуть половину авторских прав Джо Шустера, которое должно было вступить в силу в 2013 году. Статус половины авторских прав, принадлежащей Сигелу, теперь стал субъектом правовой битвы. Warner Bros. и Сигелы вступили в обсуждение того, как решить проблемы, поднятые заявлением об уничтожении, но это обсуждение было отложено Сигелами, и в октябре 2004 года они подали иск о нарушении авторских прав со стороны компании. Warner Bros. подала ответный иск, утверждающий, что в форма о прекращении была с дефектами, среди прочих аргументов. 26 марта 2008 года судья Ларсон Окружного суда центрального округа Калифорнии США постановил, что собственность Сигела может быть востребована согласно авторскому праву США. Постановление не влияет на международные авторские права, владельцем которых является компания Time Warner через DC Comics. Вопросы о размере денежных сумм, причитающихся наследникам Сигела, и распространяется ли это требование на производные комиксов, вроде фильмов, будут решены в суде, хотя любая компенсация будет выплачиваться лишь с работы, изданных с 1999 года. Time Warner не оспорила это постановление, но сохранила за собой право это сделать. Слушание дела было назначено на май 2008 года и должно было пройти в федеральном суде Калифорнии.
Схожая форма о прекращении владения авторскими правами был заполнен в 2002 году женой и дочерью Сигела, беспокоящимися о судьбе персонажа Супербоя; дело было решено в их пользу 23 марта 2006 года. Однако 27 июля 2007 года суд выпустил постановление, пересматривающее решение 23 марта 2006 года в пользу компании. На данный момент это постановление подвергается оспариванию со стороны Time Warner, и дело не решено.
9 июля 2009 года постановлением суда было решено отказать семье Сигела в получении гонорара по лицензии. Окружной судья Стивен Ларсон сказал, что Warner Bros. и DC Comics выполнили свои обязанности перед Сигелами по соглашению о разделе заработков с фильма 2006 года «Возвращение Супермена» и сериала «Тайны Смолвиля» канала CW. Однако суд также постановил, что если Warner Bros. не начнёт съёмки нового фильма о Супермене к 2011 году, семья имеет право подать в суд, чтобы восполнить ущерб.
В апреле 2012 года суд отказал Марку Тобероффу, представителю наследников Шустера и Сигела, в праве потребовать у DC Comics ключевые документы для судебных разбирательств по поводу Супермена. В октябре 2012 года судья Отис Райт (англ. Otis Wright) выпустил постановление, согласно которому Warner Bros. больше не обязана спрашивать разрешения у наследников Сигела и Шустера на будущие проекты по персонажу.

## Биография
Супермен, обладая огромной историей в течение десятилетий, менялся по мере своих приключений. Детали происхождения Супермена, его романтические отношения и способности менялись значительно в соответствии с историей публикации, начиная с Золотого века и вплоть до нынешнего времени. Основные силы и злодеи были представлены в 40-е годы, когда Супермен начал летать и появились первые костюмированные злодеи (1941 год). Впервые о существовании Криптона сам Супермен узнал в 1949 году. Полная концепция была исходно представлена читателям в 1939 году в серии комиксов Superman.
В 1960-х годах был представлен второй Супермен. DC Comics создала мультивселенную, которую делили эти персонажи. Это позволило персонажам из 1940-х годов существовать параллельно с их обновлёнными версиями, появившимися в 1960-х годах. Это было объяснено, как существование двух параллельных миров, населённых, соответственно, персонажами 40-х и 60-х годов. Этот второй Супермен был представлен читателю, чтобы объяснить его участие и в команде 1940-х годов Общество Справедливости Америки и в схожей команде супергероев Лига Справедливости Америки.
В 1980-х годах произошло радикальное переосмысление персонажа. DC решило устранить мультивселенную, чтобы упростить издание серий комиксов. Это привело к переписанию историй происхождения персонажей DC, включая Супермена. Джон Бирн был ответственен за переписание истории Супермена, в результате чего были удалены многие основные события и персонажи, включая Супербоя и Супергёрл. Бирн также восстановил приёмных родителей Супермена, Марту и Джонатана Кента, как персонажей комиксов. В исходной версии они умерли, когда Супермен ещё был молод (примерно в то время, когда Кларк Кент окончил школу).
В 1992 году Супермен был убит злодеем Думсдэем, хотя персонаж был воскрешён в следующем году. Супермен также женился на Лоис Лейн в 1996 году. История его происхождения была снова показана в 2004 году. В 2006 году Супермен лишился своих сил, но восстановил их в течение года.
После схватки с Брейниаком, в результате которой погиб его отец, Супермен обнаружил потерянный город Кандор, в котором живут 10 000 криптонианцев. Их пребывание на Земле причиняло неудобство, поэтому они создали себе планету, Новый Криптон. В конце концов, Новый Криптон объявил войну Земле. Обе стороны понесли большие потери и большинство криптонианцев погибло. Супермен затем начал путешествие, чтобы восстановить связь со своим приёмным миром.

### Личность Супермена
В первоначальных историях Шустера и Сигела характер Супермена определялся жёсткостью и агрессией. Его персонаж вмешивался, чтобы остановить мужей, избивающих жён, спекулянтов, приверженцев самосуда и гангстеров, с более грубыми чертами и низким моральным кодексом, чем те, к которым привыкла современная публика. Позднее писатели смягчили его характер, привили ему чувство идеализма и нравственные нормы поведения. Хотя ему не свойственно такое хладнокровие, как первоначально Бэтмену, представленный в комиксах 30-х годов Супермен не заботится о том, сколько вреда может принести его сила, поэтому борется со злыми персонажами и не задумывается о плохих последствиях, которые, впрочем, редко подробно изображались на страницах комикса. Всё изменилось в конце 1940 года, когда новый издатель Уитни Эллсворт установил кодекс поведения для своих героев, тем самым наложив запрет на совершение убийства Суперменом.
Сегодня Супермен следует строгим нравственным установкам, свойственным ценностям Среднего Запада, где он и вырос. Его приверженность действовать в рамках закона была примером для многих других героев, но вызвала негодование у тех, кто считал его «взрослым одиноким бойскаутом». Супермен может быть в этом исключительно несгибаем, чем вызывает противоречия в сообществе супергероев, особенно это заметно по его отношению к Чудо-Женщине (одной из его самых близких друзей) после того, как она убила Максвелла Лорда (в альтернативной вселенной пошло совсем по -другому, что породило и Гипермена, и Лару Кент), и Бустеру Голду, который изначально холодно относился к Человеку из Стали, но потом начал уважать его.
Утратив навсегда свой родной мир — Криптон — Супермен всеми силами старается защитить Землю, и особенно — оградить от неприятностей свою семью и друзей. Потеря дома и одновременно осознание того, что он несёт ответственность за использование своих способностей, заставили его почувствовать себя безумно одиноким на Земле, несмотря на родителей, жену и многочисленных друзей. Предыдущие встречи с криптонцами, которых он считал славными малыми, вроде Пауэр Гёрл (которая на самом деле с Криптона вселенной Земли-2) и Мон-Эл, привели к разочарованию. Прибытие Супергёрл, которая не только родом с Криптона, но и является двоюродной сестрой Супермена, отчасти разнообразило одиночество героя.
В Superman/Batman № 3 (декабрь 2003 года) Бэтмен заметил: «Это весьма удивительная дихотомия. Во многом Кларк является человеком более, чем все мы. Впрочем… он посылает огонь с небес и трудно не думать о нём, как о боге. К счастью для нас всех, это не приходит ему в голову». Позже, во время Бесконечного Кризиса Бэтмен сказал ему, что он слишком человечен и в результате подвёл суперлюдей в качестве лидера.
Иногда Супермен изображается вегетарианцем, а иногда всеядным; в самом деле иногда неясно, нужно ли ему вообще есть, хотя в некоторых работах, таких, как Superman: Peace on Earth, чётко указано, что ему не нужно есть, и он принимает пищу лишь для удовольствия, никогда не чувствуя голода. В комиксе Superman: Birthright Супермен изображён, как строгий вегетарианец. Однако в Superman: Grounded он заказывает сэндвич «филли чиз стейк» (англ. philly cheese steak), а в мультфильме «Супермен: Атака Брейниака» он заявляет: «Я на все 100 — любитель мяса. Если это не мясо, то это не еда». В бродвейском мюзикле 1966 года It’s a Bird… It’s a Plane… It’s a Superman персонаж (сыгранный Бобом Холидеем) поёт: «Чёрт возьми, я голоден, я б с удовольствием съел бы сейчас стейк». Также Супермен часто изображается принимающим пищу в анимации, например он проводит пикник с Лоис в Justice League Unlimited и заказывает пирог в Young Justice.
Будучи воспитан фермерами — набожными методистами, — он сам является глубоко верующим и, как отмечал один из его создателей Эллиот С. Мэггин: «Супермен слишком скромен, чтобы просить о чём-то в молитве, но я думаю, что он молится механически и постоянно».

### Другие версии
Как мультивселенная, начавшая своё существование в 1960-х годах, так и линия комиксов Elseworlds позволили сценаристам представлять самые разные версии Супермена. Различия между версиями включали разницу в национальности, расе и морали персонажа. Так, в 2014 году был выпущен первый на русском языке комикс о Супермене — Супермен. Красный сын, в котором излагалась альтернативная история жизни супергероя, выросшего и воспитанного в СССР. Наряду с такими образами, в самой основной вселенной целый ряд персонажей носил имя Супермен, особенно во время события The Death of Superman, в ходе которой было представлено четверо персонажей, взявших это имя. В добавлению к этому в 1958 году был представлен Бизарро — странная, несовершенная копия Супермена. Другие члены семьи Супермена также имеют приставку «Супер» в имени, включая Супергёрл, Суперсобаку (Крипто) и Суперженщину. Вне комиксов DC известность архетипа Ницше Сверхчеловека делает Супермена популярной фигурой, представленной в качестве аналога в совершенно несвязанных континуумах. К примеру, Рой Томас придумал своего персонажа Гипериона (Marvel Comics), основываясь на Супермене.

## Силы и способности
Силы героя менялись на протяжении публикаций комиксов о нём.
Во время «Золотого века» комиксов говорилось, что «разве что артиллерийский снаряд способен пробить его кожу, он может обогнать скоростной локомотив и перепрыгнуть небоскрёб». В то время объяснение его способностей было вполне «научным» — якобы на Криптоне сила тяжести больше во много раз, и на Земле с её слабым притяжением криптонцы обретают невероятные силы. Но со временем по воле авторов способности героя становились всё сильнее и невообразимее. В 1980-х его сила так возросла, что он был способен «пролететь сквозь звезду, не заметить этого, летать быстрее скорости света в тысячу раз и передвигать планеты». Это объясняется особенностями тел криптонцев, которые способны поглощать световую энергию жёлтой звезды, что и даёт им их невероятные способности. В современной версии его силы снизили, чтобы его противники представляли реальную угрозу герою, хотя недавно их опять увеличили. Способности Супермена включают:
- Непробиваемость: тело Супермена сверхчеловечески прочно. В ранних комиксах пули отлетали от него, не нанося вреда, но разрывные артиллерийские снаряды могли его ранить, но уже в 1947 супергерой пережил атомный взрыв[111]. В 1951 упоминается, что у Супермена иммунитет ко всем болезням, ядам и токсинам[112]. В 1960 говорится, что Супермен не стареет и даже потенциально бессмертен[113]. Ранее это объяснялось особо плотным молекулярным строением тела из-за природных условий на Криптоне, а в последнее время как некая энергетическая аура, которая также защищает, например, и его одежду. Ныне считается, что ничто не может повредить тело криптонца, кроме криптонита, магии и особо сильных ударов от существ, сравнимых с ним по силам. Также Супермен теряет силы в свете красных звёзд (красной звездой являлось и солнце Криптона).
- Суперсила: Супермен способен передвигать гигантские предметы и наносить удары невероятной мощи. Сила персонажа изменялась: в 1940-х он мог поднимать автомобили, а в 1980-х сдвигать планеты с их орбит. В современных комиксах объясняется, почему предметы, переносимые Суперменом, не разрушаются под собственным весом или в результате передвижения на сверхскоростях: герой подсознательно окружает их телекинетическим полем.
- Супервыносливость: Супермен способен действовать на пике своих способностей неопределённо долгий промежуток времени, при условии подпитки солнечной энергией. Уже в 1965 комиксы утверждают, что герой может обходиться без кислорода сколь угодно долго. В настоящей версии Супермену нет необходимости есть, пить, спать или дышать, но он это делает по психологическим причинам.
- Самоисцеление: Супермен способен исцеляться от любых грубых ран, кроме отрубленных конечностей. Наибольшая эффективность повышается от света жёлтой звезды, включая наше солнце.
- Полёт: Супермен способен летать как в воздухе, так и в космосе. Причём, сначала супергерой не был способен летать, а лишь бегал с суперскоростью и прыгал на сотни метров. Постепенно скорость бега, высота и длина прыжков увеличивалась, пока в 1943 году Супермен не был показан уже летающим. В 1945 его полёт уже быстрее скорости света. В современной реальности комиксов DC это объясняется мысленным контролем гравитационных частиц неизвестным и предположительно неосознанным способом. В сериале «Тайны Смолвиля» его первоначальная неспособность летать объяснялась страхом полёта.
- Сверхскорость: Супермен может передвигаться на скоростях, намного превышающих доступные человеку. Скорость изменялась от сотен километров в час до миллионов километров в секунду. Это также даёт ему и сверхчеловеческие рефлексы и реакцию. Благодаря этому он может прочитать целую книгу за секунды.
- Суперзрение: не входило в первоначальный набор способностей супергероя.
  - «Рентгеновское» зрение позволяет ему смотреть сквозь любые предметы, кроме свинца, других криптонцев и криптонита. Хотя в ранних комиксах это объяснялось тем, что глаза сына Криптона действительно испускают рентгеновское излучение (он даже засветил плёнку в одном из комиксов), но позже из-за вредного воздействия излучения на живые организмы решили отказаться от этого объяснения. В современной версии это объясняется тем, что супергерой способен улавливать нейтрино — элементарные частицы, огромное количество которых каждое мгновение пролетают через каждый кубический сантиметр материи, и, несмотря на то, что нейтрино слабо взаимодействует с веществом, Супермен способен улавливать эти слабые изменения в полёте частиц, составляя картину окружающего мира.
  - Микроскопическое зрение позволяет Супермену разглядывать атомы и их составляющие частицы.
  - Телескопическое зрение, с помощью которого Супермен может смотреть на огромные расстояния, которые меняются в зависимости от комиксов, от сотен метров, до световых лет.
  - Инфракрасное и ультрафиолетовое зрение: Супермен может видеть во всём диапазоне спектра света, что помогает ему, например, видеть в темноте.
  - Тепловое зрение — глаза супергероя могут излучать свет, температура которых варьируется от сотни до миллионов градусов. Причём Супермен настолько хорошо владеет этой способностью, что может фокусировать энергию внутри вещества, например, он сжёг жучок внутри черепа Бэтмена, не повредив ни кожу, ни мозг своему другу.
- Суперслух. Также менялся на протяжении историй о Супермене. Начал проявляться с 1940-х. Дальность постепенно увеличивалась до миллионов миль. Герой может улавливать инфра- и ультразвук, и даже радиопередачи. Супергерой также может сфокусировать свой слух на отдельном разговоре, находясь на тысячи миль от говорящих. Или только на крике о помощи среди шумов целого города. Он способен узнать человека по его сердцебиению.
- Супердыхание. Как и другие способности Супермена, подвергалось непрерывному расширению и усилению. В 1940-м он тушит пожар одним выдохом. В 1949-м он способен вдохом притянуть к себе улетающую космическую ракету. В 1959-м он гасит звезду своим дыханием. В одном из старых комиксов он потушил планету дыханием и также дыханием вернул планету на её орбиту. Также он может своим дыханием замораживать предметы.
- Суперинтеллект: Супермен обладает невероятными умственными способностями. Может выучить новый язык за пару часов. Он способен решать математические задачи быстрее и точнее компьютеров. Его фотографическая память позволяет ему с одного раза запоминать что угодно. В 1956 в одном из комиксов уточняют, что память Супермена — абсолютна, он способен вспомнить любое мгновение своей жизни. В 1940-х комиксы демонстрируют его навыки гипноза. Также показана его суперинтуиция — герой чувствует, когда за ним наблюдают.
- Супермен может подражать шуму огромной толпы и предупредить об опасности целый город. Способен передавать свой голос на сотни километров, причём так, что его услышат только те, кому он адресовал это сообщение. В 1950 упоминается, что Супермен может кричать с силой в 1 миллион децибел. А в 1955 — что его голос способен раскрошить алмаз в порошок. Супермен может издавать звуки и на ультра- и на инфразвуковых частотах.
- Авторы комиксов часто наделяли Супермена способностями, которые появляются только один раз. Например, суперобоняние, чтобы найти Лоис Лейн по запаху её духов, или суперконтроль мышц, который позволял менять черты лица.

## Супербой-прайм
Это версия Супермена с Земли-прайм. В его мире герои были только в комиксах. Но однажды утром, Супермен с Земли-1 прилетел в его Вселенную и это активировало способности подростка. Он улетает вместе с Кларком, но в это время его мир уничтожает Антимонитор. После этого Супербой-прайм и герои из других Вселенных побеждают Антимонитора, но осмыслив то, что его родная планета уничтожена вместе с его близкими, он сходит с ума и винит в эгоизме других супергероев. Сначала его закрывают в спидфорсе, но он выбирается оттуда. Потом Прайма проносят через красное Солнце и заточают на планете Оа. Его освобождает корпус Синестро и он вступает в схватку со всеми героями Земли-1. В ходе битвы, броня Супербоя-прайма разрушается, но его спасает луч солнца, коснувшийся руки.
- Способности Супербоя-прайма не отличаются от классического супермена, однако из-за того, что он быстрее впитывает солнечную энергию, его силы находятся на более высоком уровне. Вследствие уничтожения родной вселенной, Супербой приобрёл акаузальность: он не привязан к какой-либо вселенной, а потому самого Супербоя (не пространство вокруг него) практически невозможно стереть, исказить при помощи искажения реальности. При определённых условиях, в частности, если реальность имеет физические границы, ударами способен изменить её или разорвать. Однако, так как Супербой быстрее впитывает солнечную энергию, он также быстрее теряет её и при истощении, становится гораздо слабее классического супермена.

## Супермен вне комиксов

### Фильмы и сериалы
- 1948 — Супермен — Кирк Элин
- 1950 — Атомный Человек против Супермена — Кирк Элин
- 1951 — Супермен и люди-кроты — Джордж Ривз
- 1951—1958 — Приключения Супермена — Джордж Ривз
- 1961 — Приключения Супербоя — Джордж Ривз
- Кристофер Рив сыграл Супермена в классической квадралогии:
  - 1978 — Супермен
  - 1980 — Супермен 2
  - 1983 — Супермен 3
  - 1987 — Супермен 4: Борьба за мир
- 1979 — Супермен возвращается (тур. Superman Dönüyor) — в роли Супермена Тайфун Дэмир
- 1988—1992 — Супербой — Джон Хеймс (1 сезон), Джерард Кристофер (2-4 сезоны)
- 1993—1997 — Лоис и Кларк: Новые приключения Супермена — Дин Кейн
- 1997— Супермен упоминается Бэтменом в начале фильма «Бэтмен и Робин».
- 2001—2011 — Тайны Смолвиля — Том Уэллинг
- 2006 — Возвращение Супермена — Брэндон Рут
  - Также Супермен появляется в рамках кроссовера телеканала CW «Кризис на Бесконечных Землях». Его вселенная обозначена как Земля-96. Является двойником супергероя Атома (Рэй Палмер) с Земли-1. Роль вновь исполнил актёр Брэндон Рут.
- Актёр Тайлер Хеклин играет Супермена во Вселенной Стрелы. Основные сериалы с его участием:
  - Супергёрл (периодически со второго сезона)
  - Флэш (в гостевой роли)
  - Стрела (гостевая роль)
  - Супермен и Лоис (в главной роли)

#### Расширенная вселенная DC
Актёр Генри Кавилл появляется в роли Кларка Кента в Расширенной вселенной DC в четырёх фильмах:
- Человек из стали (2013)
- Бэтмен против Супермена: На заре справедливости (2016)
- Лига справедливости (2017)
  - режиссёрская расширенная версия фильма (2021)
- Чёрный Адам (2022) — появляется в сцене после титров
- В фильме Шазам! (2019) в камео-роли Супермена появляется дублёр Генри Кавилла Райан Хэдли.

#### Вселенная DC
Дэвид Коренсвет сыграл Кларка Кента в фильме «Супермен» (2025)

### Мультфильмы
- Супермен (мультсериал 1941)
- Новые приключения Супермена (мультсериал 1966)
- Новые приключения Супербоя (мультсериал 1966)
- Час приключений Супермена/Аквамена (1967)
- Час Бэтмена и Супермена (1968)
- Супердрузья (мультсериал 1973)
- Супермен (мультсериал 1988)
- Супермен (мультсериал 1996)
- Бэтмен и Супермен / The Batman/Superman Movie (1996)
- Лига справедливости (2001)
- Лига Справедливости: без границ (2004)
- Бэтмен (2004)
- Супермен: Атака Брейниака (2006)
- Легион Супергероев (2006)
- Супермен: Судный день (2007)
- Лига Справедливости: Новый барьер (2008)
- Супермен/Бэтмен: Враги общества (2009)
- Супермен/Бэтмен: Апокалипсис (2010)
- Лига Справедливости: Кризис двух миров (2010)
- Юная Лига Справедливости (2010—2011)
- Сверхновый Супермен (2011)
- Бэтмен: отважный и смелый (2011)
- Супермен против Элиты (2012)
- Лига Справедливости: Гибель (2012)
- Бэтмен: Возвращение Тёмного рыцаря. Часть 2 (2013)[114]
- Супермен: Непобеждённый (2013)
- Лига Справедливости: Парадокс источника конфликта (2013)
- LEGO Бэтмен: Супергерои DC объединяются (2013)
- Лего. Фильм (2014)
- Лига Справедливости: Война (2014)
- Лига Справедливости: В ловушке времени (2014)
- LEGO Супергерои DC: Лига Справедливости против Лиги Бизарро (2015)
- Лига Справедливости: Трон Атлантиды (2015)
- Лига Справедливости: Боги и монстры (2015)
- Лига Справедливости против Юных Титанов (2016)
- Лего Фильм: Бэтмен (2017) — камео.
- LEGO Супергерои DC: Флэш (2018)
- Лего. Фильм 2 (2019)
- DC Super Hero Girls (2019) (сериал)
- Тёмная Лига Справедливости: Война Апокалипсиса (2020)
- Космический джем: Новое поколение (2021) — немое камео.
- Несправедливость (2021)
- Мои приключения с Суперменом[англ.] (2023)

### Видеоигры
- The Death and Return of Superman
- Superman: Shadow of Apokolips
- Superman Returns: The Videogame[англ.]
- Justice League Heroes
- Superman: The Man of Steel
- Mortal Kombat vs. DC Universe — игра-кроссовер, в котором сталкиваются вселенные файтингов «Mortal Kombat» и комиксов вселенной DC. В концовке Супермена говорится, что Супермен понял о своей уязвимости перед существами из других вселенных. Чтобы подготовиться к возможным вторжениям в будущем, он с помощью мага Шазама создал костюм, дающий иммунитет к магии.
- DC Universe Online — MMORPG, в которой игроки смогут создать своего супергероя и встретиться со знакомыми персонажами комиксов, один из многих — Супермен. Также он выступает как наставник героя. Играбелен в режиме Legends.
- Injustice: Gods Among Us. В альтернативной вселенной является главным антагонистом игры, основателем и главой Режима Единой Земли. Оригинальная версия Супермена является одним из протагонистов. В режиме истории после победы над своим двойником он испугался за себя, и боясь что он повторит это событие и подготовился. Он положил в себя "Крипотоновое Зелье" который в активации распылится в организм Кал-Эла и погубит его тем самым спасая людей, а пульт с активацией доверил всем (кроме Бэтмена так как он ему не верит) членам Лиги Справедливости.
- LEGO Batman 2: DC Super Heroes — Супермен является одним из главных героев (открывается во второй главе после нападения Джокера и Лекса Лютора на пещеру Бэтмена).
- LEGO Batman 3: Beyond Gotham — Супермен является одним из главных героев.
- Infinite Crisis — Супермен является одним из играбельных персонажей.
- Injustice 2 — прямое продолжение Injustice: Gods Among Us. В ней Супермену и другим героям предстоит сразиться с Брейниаком. В режиме истории после победы над Брейниаком он подключается к кораблю и восстанавливает Лигу Справедливости на галактическом уровне.
- Также он появился в качестве играбельного персонажа в игре кроссовере MultiVersus. Где является одним из представителем вселенной ДС.

### Пародии
- Супергерой или Капитан Герой — один из героев мультсериала в виде реалити-шоу Мультреалити.
- Фриказоид
- Сумасшедшие калеки
- Супербабушка (Wondergran) (в главной роли Сью Аптон)
- Суперучитель (Superteech) (в главной роли Бенни Хилл)
- Супермен-велослесарь
- Суперпёс
- Мачомэн — супергерой из мультфильма Мегамозг
- Муви 43 / Movie 43 (США; 2013) в роли Супермена Бобби Каннавале
- Хоумлендер
- Неуязвимый (мультсериал)
- Гиперион (Marvel Comics)

- Сплендид — один из персонажей мультсериала Happy Tree Friends.

## Нил Тайсон
DC Comics попросили Нила Деграсса Тайсона найти планету, отвечающую характеристикам Криптона. Вокруг красного карлика LHS 2520 вращается планета похожая на родину Супермена. Action Comics #14 поступил в продажу 7 ноября. Нил Тайсон появился в комиксе в роли самого себя, пытающегося помочь Кларку найти Криптон.

## Отзывы знаменитостей
- К. И. Чуковский резко критиковал комиксы о Супермене, называя их «американской фашистской отравой». По мнению писателя, издание возводит в культ физическую силу и пропагандирует преступность[117].
- Актёр Николас Кейдж — давний поклонник Супермена. Он являлся владельцем оригинального издания самого первого комикса о супергерое. Кроме того, он назвал своего сына Кал-Элом в честь Супермена[118]. В 2000 году комикс был украден у Николаса Кейджа и найден лишь спустя десять лет, но Кейджу его не возвратили, так как он успел получить по нему страховую выплату. Впоследствии был продан на аукционе E-bay за рекордную сумму в 3 млн долларов[источник не указан 1439 дней].

## Критика и отзывы
- Супермен занял первое место в списке 100 лучших героев комиксов по версии IGN в мае 2011 года[119].